# Demokratiska partiet (Italien)

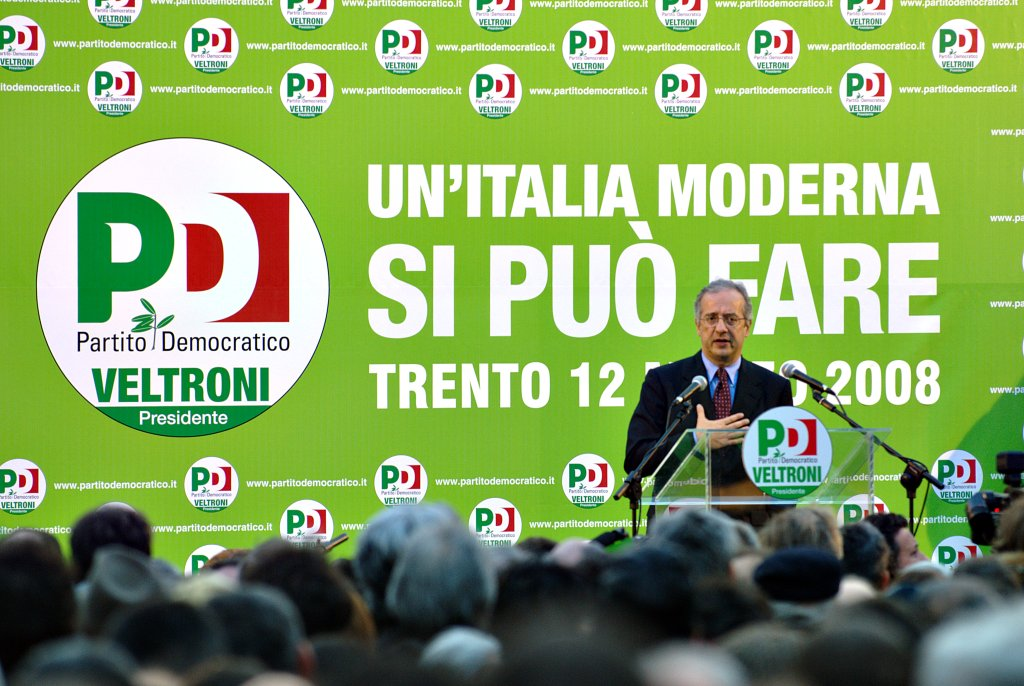
Partiets förste ledare Walter Veltroni håller tal i Trento under valkampanjen 2008.

Demokratiska partiet, Partito Democratico (PD), är ett politiskt parti i Italien, bildat den 14 oktober 2007. Partiet ingår i Europeiska socialdemokratiska partiet sedan mars 2014.
Partiet är i regeringsställning i Italien tillsammans med femstjärnerörelsen. Italiens nuvarande president Sergio Mattarella är medlem i Demokratiska partiet.
Partiet beskrivs som socialdemokratiskt och proeuropeiskt och är ett av Italiens tre största partier.
I september 2019 formade den obundne premiärministern Giuseppe Conte en  regering mellan  Femstjärnerörelsen (M5S) och  Demokratiska partiet (PD). I januari 2021 avgick premiärminister Giuseppe Conte.

## Partiledning

### Partisekreterare
- Walter Veltroni (2007–2009)
- Dario Franceschini (2009)
- Pier Luigi Bersani (2009–2013)
- Guglielmo Epifani (2013)
- Matteo Renzi (2013–2017, 2017–2018)
- Maurizio Martina (2018)
- Nicola Zingaretti (2019–2021)
- Enrico Letta (2021–2023)
- Elly Schlein (2023–)